# A little lovin'
A little lovin' is een single van Neil Sedaka. Het is afkomstig van zijn Amerikaanse album Sedaka’s back. Zijn voorgaande langspeelplaten waren alleen in het Verenigd Koninkrijk uitgegeven door het platenlabel van Elton John Rocket Records. Sedaka zou later vertellen, dat Elton John zijn muzikale loopbaan redde. Sedaka zou volgens de statistieken van de Nederlandse Top 40 slechts drie hitjes in Nederland krijgen, Bad blood en Laughter in the rain waren de andere twee. Zijn grootste periode als hitzanger was echter voordat die hitparade in 1965 verscheen.

## Hitnotering

### Nederlandse Top 40
| Hitnotering: week 13 en 14 in 1974 | Hitnotering: week 13 en 14 in 1974 | Hitnotering: week 13 en 14 in 1974 | Hitnotering: week 13 en 14 in 1974 |
| Week:                              | 1                                  | 2                                  |                                    |
| ---------------------------------- | ---------------------------------- | ---------------------------------- | ---------------------------------- |
| Positie:                           | 33                                 | 32                                 | uit                                |

### Britse Single Top 50
Het was de zeventiende het van Sedaka in het Verenigd Koninkrijk.
| Hitnotering: 9-2-1974 t/m 22-3-1974 | Hitnotering: 9-2-1974 t/m 22-3-1974 | Hitnotering: 9-2-1974 t/m 22-3-1974 | Hitnotering: 9-2-1974 t/m 22-3-1974 | Hitnotering: 9-2-1974 t/m 22-3-1974 | Hitnotering: 9-2-1974 t/m 22-3-1974 | Hitnotering: 9-2-1974 t/m 22-3-1974 | Hitnotering: 9-2-1974 t/m 22-3-1974 |
| Week:                               | 1                                   | 2                                   | 3                                   | 4                                   | 5                                   | 6                                   |                                     |
| ----------------------------------- | ----------------------------------- | ----------------------------------- | ----------------------------------- | ----------------------------------- | ----------------------------------- | ----------------------------------- | ----------------------------------- |
| Positie:                            | 50                                  | 35                                  | 34                                  | 35                                  | 44                                  | 44                                  | uit                                 |